# إسفة
إسفة هي قرية في مقاطعة شهرضا، إيران. يقدر عدد سكانها بـ 202 نسمة بحسب إحصاء 2016.